# Google Ad Manager
Google Ad Manager — це платформа для обміну рекламою, представлена компанією Google 27 червня 2018 року. Він поєднує в собі функції двох попередніх служб дочірньої компанії Google DoubleClick, DoubleClick for Publishers (DFP ; раніше відомий як DART for Publishers) і DoubleClick Ad Exchange (AdX). Google Ad Manager спочатку використовував формат аукціону другої ціни, а потім оголосив, що його буде замінено на формат аукціону першої ціни в березні 2019 року Google Ad Manager — це безкоштовна версія цього програмного забезпечення для керування онлайн-рекламою, рекомендована для малих підприємств. Google Ad Manager 360 є платною версією. Google Ad Manager не вимагає мінімальної кількості показів окремих активних оголошень, але він має обмеження у 200 мільйонів показів на місяць. Google Ad Manager керує інвентарем для рекламодавців, видавців і рекламних серверів. Рекламодавці можуть керувати своїм інвентарем рекламних матеріалів, видавці можуть керувати своїм інвентарем рекламного простору, а рекламні сервери можуть використовувати платформу, щоб визначати, яку рекламу показувати та де її показувати. Крім того, Google Ad Manager може використовувати дані, зібрані про ефективність реклами та продуктивність рекламного простору, щоб запропонувати користувачеві оптимізацію. Ці оптимізації підказують, що користувач може змінити, щоб краще досягти цілей, які вони встановили для певної кампанії.

## Історія
Платформа Google Ad Manager починалася як два окремі продукти незалежної на той час компанії DoubleClick: рекламний сервер DART for Publishers і DoubleClick Ad Exchange. Google придбав DoubleClick у 2007 році, забезпечивши обидва продукти як частину продажу.
У 2010 році DART було перейменовано в DoubleClick for Publishers. Одночасно було представлено рівень малого бізнесу, і продукти стали широко відомі як DFP і DFP Small Business.
У середині 2018 року назва продукту знову змінилася. Цього разу бренд DoubleClick повністю відмовився, і DoubleClick for Publishers став Google Ad Manager. Крім ребрендингу, ця зміна ознаменувала крапку в поступовому об'єднанні двох колишніх продуктів DoubleClick, причому Ad Exchange тепер став частиною Ad Manager, а не окремим продуктом. Ребрендинг на Google Ad Manager також призвів до кінця ярлика Small Business. Продукт усе ще пропонує два рівні обслуговування, але нижній рівень тепер Google Ad Manager, а верхній рівень перейменовано на Google Ad Manager 360. Цей продукт іноді можна сплутати з «Менеджером Google Ads Manager» у множині, точніше відомим як «Редактор Google Ads», програмним забезпеченням, яке використовується для керування кампаніями Google Ads поза веб-інтерфейсом.

## Функціональність
Google Ad Manager (GAM) — це онлайн-платформа для обміну рекламою для компаній або окремих осіб. Цей онлайн-сервер дозволяє компанії або особі керувати своїм інвентарем реклами, аудиторією, якій ця реклама служить, і дозволяє їм перевіряти ефективність реклами, яку вони показують, і дозволяє їм керувати купівлею та продажем своїх реклам в інших мережах. Google Ad Manager — це служба обміну рекламою. Це означає, що вміст або оголошення компанії чи особи в Google Ad Manager можуть купувати чи продавати на платформі інші рекламні агентства або платформи керування рекламою. Однією з основних функцій Google Ad Manager є створення звітів для широкого аналізу. Деякі з цих функцій включають звіти про кампанії, творчі звіти, звіти про продуктивність мережі, звіти про географію мережі, щомісячні звіти про рекламні блоки, звіти про пристрій і браузер, звіти про платежі та завантажені покази. GAM працює за принципом аукціону за першою ціною. Це означає, що обліковий запис із найвищою ставкою для оголошення виграє ставку для оголошення на аукціоні. GAM дозволяє користувачам налаштовувати детальне націлювання для своїх оголошень, що допомагає користувачам краще безпосередньо націлюватися на тих, кого вони намагаються охопити. Функції детального націлювання в GAM включають встановлення цілей для пристроїв користувачів, браузерів, виробників пристроїв, мов, операційних систем і географічного розташування.